# برج جده
برج جده (به عربی: برج جده) که قبلاً با نام برج پادشاهی(برج المملكة) نیز شناخته می‌شد، آسمان‌خراش ۱۶۷ طبقه به ارتفاع ۱٫۰۰۰ متر، با کاربری اداری، تجاری، هتل و مسکونی است، که در شهر جده در عربستان سعودی ساخته می‌شود. پروژه ساخت این آسمان‌خراش در ماه آوریل ۲۰۱۳ آغاز گردید و قرار بود در سال ۲۰۲۰ تکمیل و افتتاح گردد، که در پی دستگیری ولید بن طلال آل‌سعود (مالک کینگدم هولدینگ کمپانی) به‌همراه رئیس هیئت مدیره گروه سعودی بن لادن به دلیل دستگیری‌ها به اتهام فساد در عربستان سعودی در سال ۲۰۱۷ ناتمام ماند.
پروژه احداث این برج در مجموع معادل ۱٫۲۳ میلیارد دلار هزینه دربردارد، که این بخش، تنها فاز نخست از پروژه‌ای ۲۰ میلیارد دلاری، تحت عنوان شهرالمملکه می‌باشد، که در بخش شمالی جده و در کرانه دریای سرخ مستقر خواهد شد. وظیفه جابجایی کسانی که در این بنا سکونت دارند را ۵۹ آسانسور بر عهده خواهند گرفت.
برج جده با ارتفاعی معادل یک کیلومتر، به عنوان بلندترین سازه و ساختمان جهان شناخته خواهد شد. این برج در حدود ۲۰۰ متر از برج خلیفه امارات (بلندترین سازه کنونی) نیز بلندتر خواهد بود.
معمار این سازه ادرین اسمیت، پیمانکار اصلی گروه سعودی بن‌لادن و مالکین برج‌المملکه؛ کنسرسیوم به رهبری ولید بن طلال، با مشارکت شرکت‌های کینگدم هولدینگ کمپانی، اعمار و گروه سعودی بن لادن می‌باشد.
شروع ساخت دوباره:
کار روی پروژه برج بلند جده چند سالی متوقف شده بود، اما به‌تازگی از سر گرفته شده است. درحال‌حاضر بتن‌ریزی در طبقه ۶۴ درحال انجام است. هر طبقه در عرض چهار روز بتن‌ریزی می‌شود؛ بدین معنی که باید در مدت زمان نسبتاً کوتاه شاهد پیشرفت قابل‌توجه باشیم. درحال‌حاضر بتن می‌تواند تا ارتفاع ۸۰۰ متر پمپ شود، اما شرکت‌های اجراکننده پروژه در تلاش هستند تا این ارتفاع را به هزار متر برسانند.
تکمیل برج JEC برای سال ۲۰۲۸ برنامه ریزی شده بود، اما ممکن است اندکی تاخیر داشته باشد. این پروژه بخشی از طرح «چشم‌انداز ۲۰۳۰» سعودی است که هدفش تنوع بخشیدن به اقتصاد وابسته به نفت عربستان است. از دیگر ابرسازه‌های در دست ساخت عربستان می‌توان به شهر لاین و مکعب اشاره کرد.

## راهنما طبقات برج
| طبقه         | کاربرد                           |
| ------------ | -------------------------------- |
| ۱۶۸(۶۸۲ متر) | میراگر                           |
| ۱۵۸-۱۶۷      | طبقات فنی                        |
| ۱۵۷(۶۳۷ متر) | عرشه مشاهده (Observation deck)   |
| ۱۵۵-۱۵۶      | رستوران‌های هتل                   |
| ۱۵۴          | آبگرم هتل (Hotel spa)            |
| ۱۴۴-۱۵۳      | اتاق‌های هتل                      |
| ۱۴۱-۱۴۳      | طبقات فنی                        |
| ۱۴۰          | اتاق‌های هتل، پناهگاه             |
| ۱۲۷-۱۳۹      | اتاق‌های هتل                      |
| ۱۲۵-۱۲۶      | هتل لابی آسمان (Hotel sky lobby) |
| ۱۱۵-۱۲۴      | اتاق‌های هتل                      |
| ۱۱۴          | طبقات فنی، پناهگاه               |
| ۱۰۴-۱۱۳      | مسکونی                           |
| ۱۰۳          | مسکونی، پناهگاه                  |
| ۹۴-۱۰۲       | مسکونی                           |
| ۹۳           | لابی آسمان مسکونی                |
| ۹۰-۹۲        | طبقات فنی                        |
| ۸۹           | پناهگاه                          |
| ۸۰-۸۸        | ادارات                           |
| ۷۹           | پناهگاه                          |
| ۶۷-۷۸        | ادارات                           |
| ۶۵-۶۶        | لابی آسمان (Sky lobby)           |
| ۶۴           | پناهگاه                          |
| ۵۱-۶۳        | ادارات                           |
| ۴۸-۵۰        | طبقات فنی                        |
| ۴۷           | پناهگاه                          |
| ۳۵-۴۶        | ادارات                           |
| ۳۳-۳۴        | لابی آسمان (Sky lobby)           |
| ۲۹-۳۲        | طبقات فنی                        |
| ۱۸-۲۸        | ادارات                           |
| ۱۶-۱۷        | طبقات فنی                        |
| ۶-۱۵         | ادارات                           |
| ۳-۵          | طبقات فنی                        |
| ۱M-۲         | مرکز خرید                        |
| ۱            | لابی دفتر، لابی هتل خدماتی       |
| B1           | مغازه‌ها و رستوران‌ها              |
| B2           | پارکینگ، فنی                     |

### روند پیشرفت ساخت‌وساز

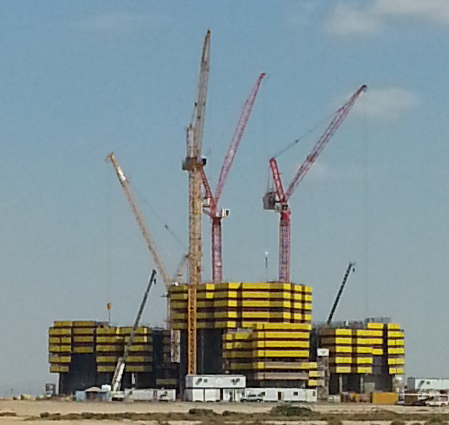
تا طبقه ۱۲ (۱۰ ژانویه ۲۰۱۵)
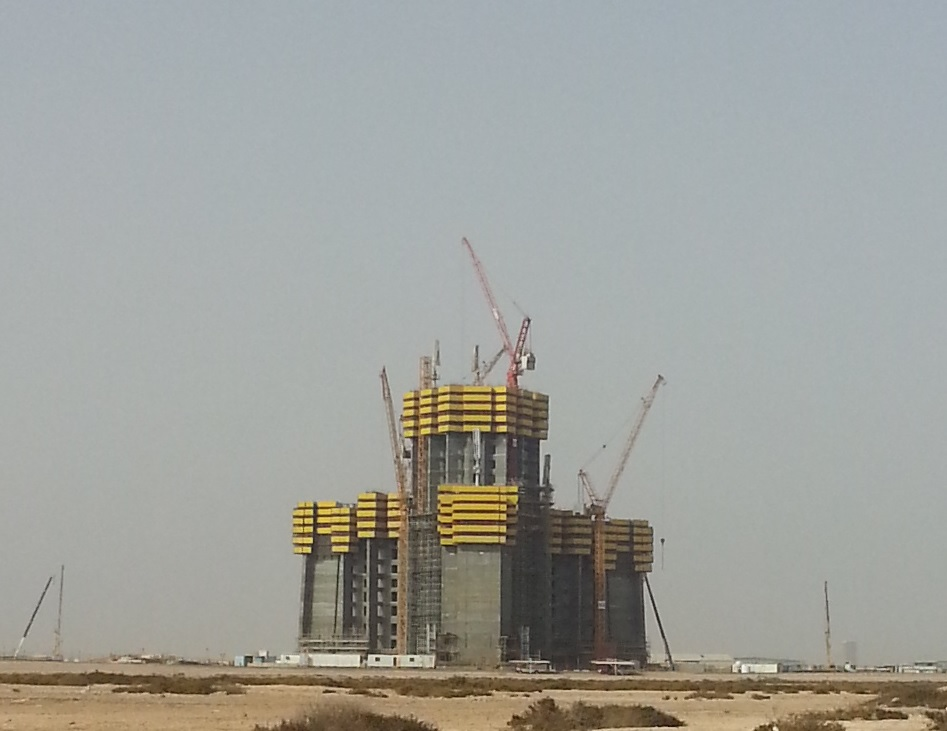
تا طبقه ۲۳ (۷ ژوئن ۲۰۱۵)
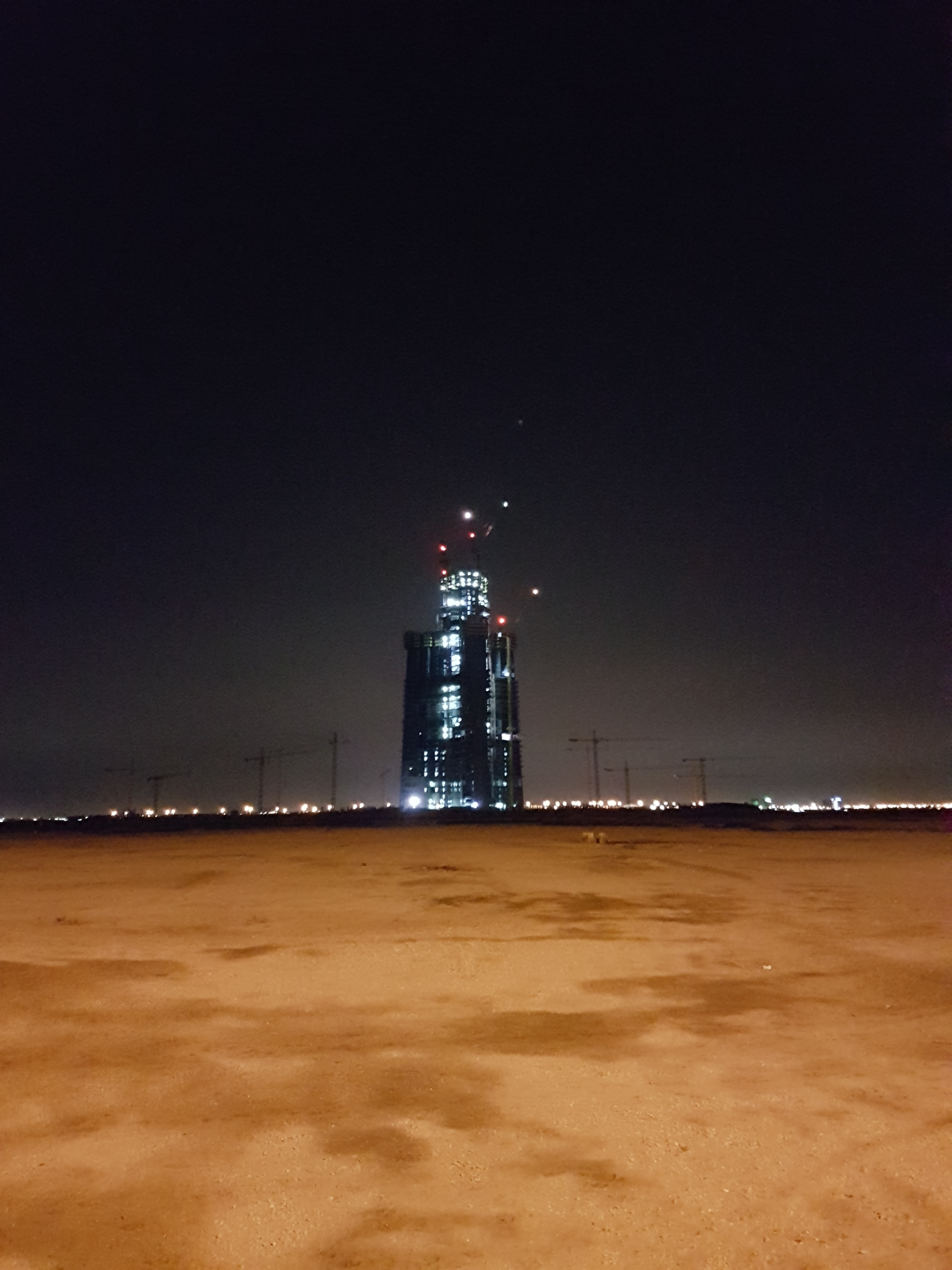
تا طبقه ۴۴ (۷ جولای ۲۰۱۶) (۲+۴۲) در شب
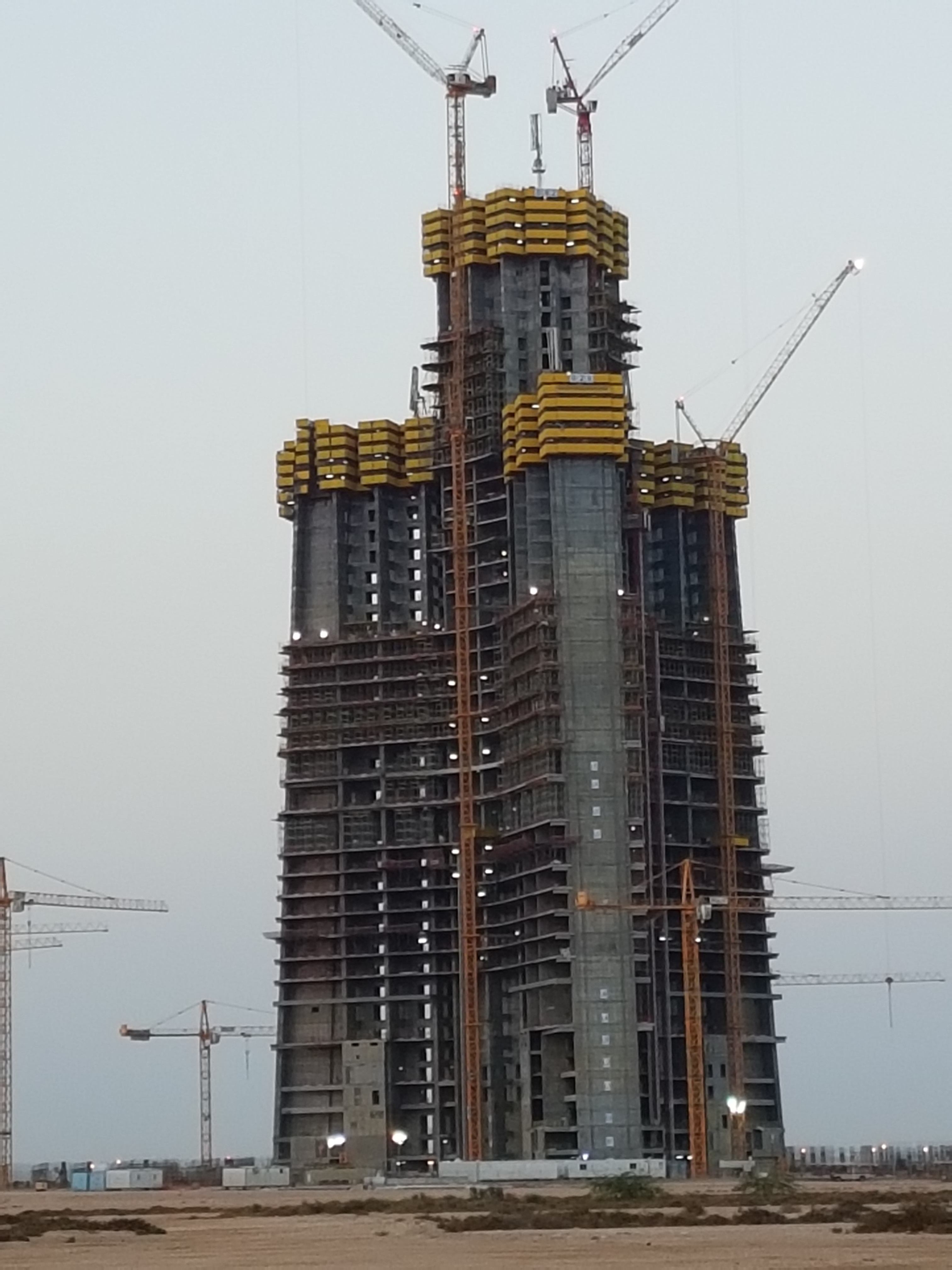
تا طبقه ۴۴ (۷ جولای ۲۰۱۶) (۲+۴۲)
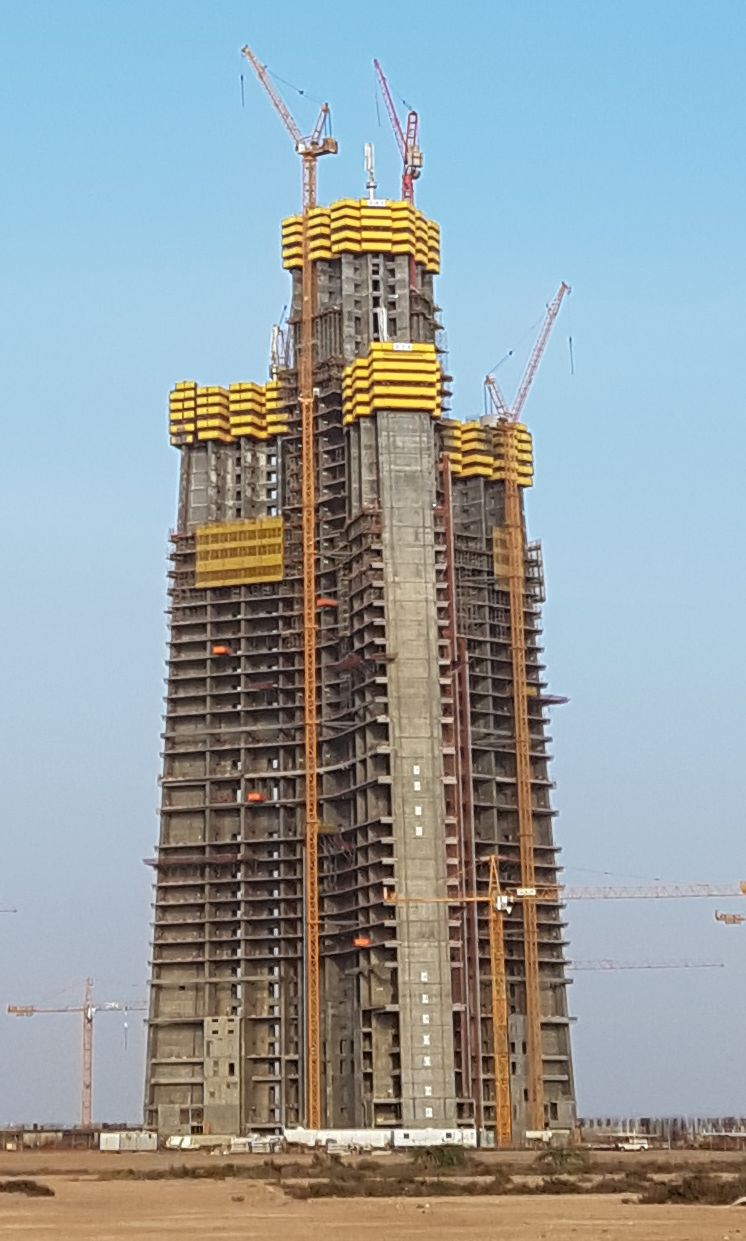
تا طبقه ۴۷ (۲ دسامبر ۲۰۱۶) (۴۵+۲)
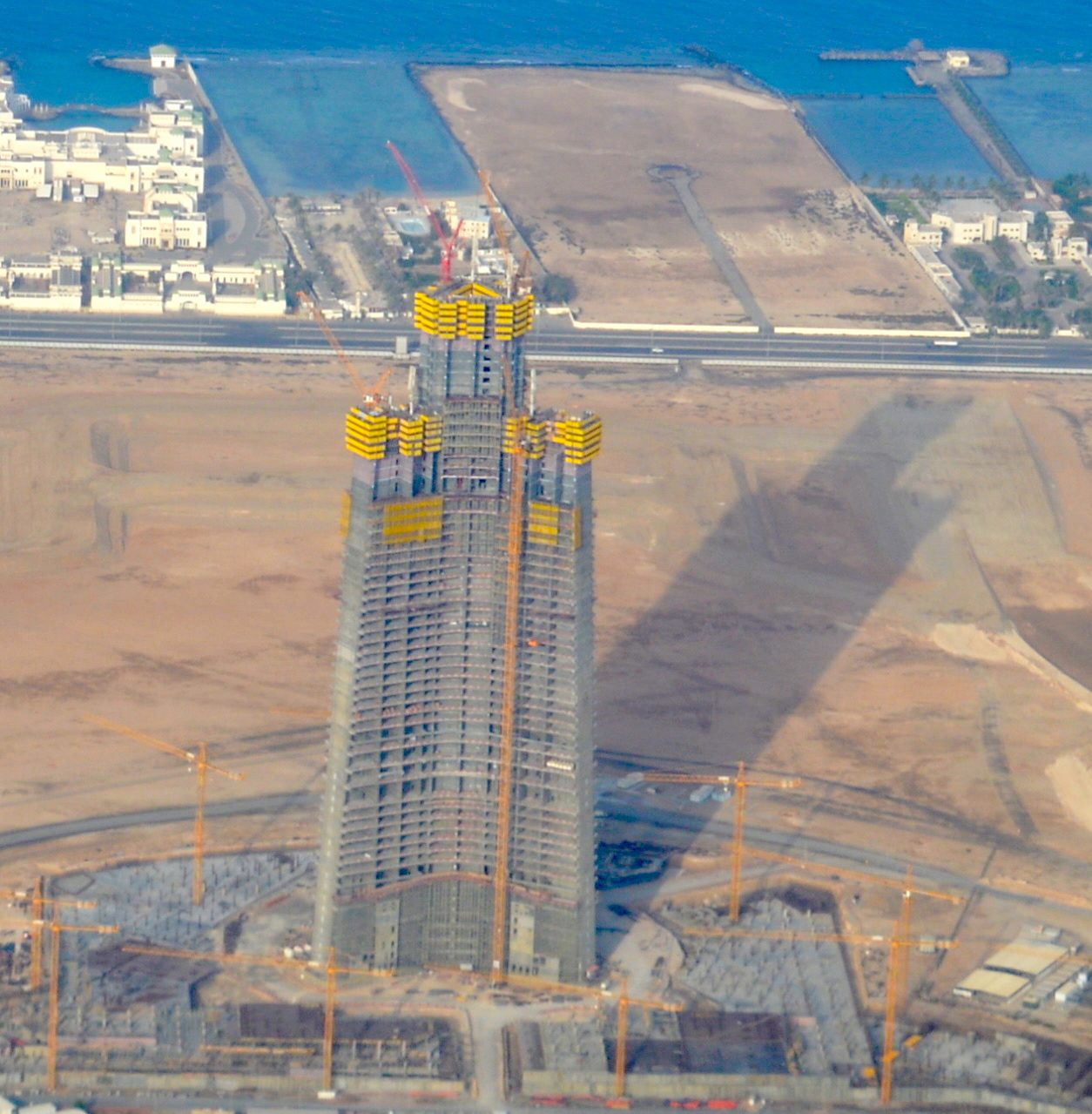
ژوئن ۲۰۱۷